# Boulevard Richard-Lenoir
O Boulevard Richard-Lenoir é um boulevard no 11.º arrondissement de Paris que conecta a Place de la Bastille ao Boulevard Jules-Ferry. Abriga o longo mercado da Bastilha e cobre parte do Canal Saint-Martin.

## Localização e acesso
A avenida é formada por um canteiro central com trinta metros de largura, cobrindo o Canal Saint-Martin, emoldurado pelas faixas de rodagem.
Foi redesenhado em 1993 e 1994 de acordo com os planos da paisagista Jacqueline Osty e do arquiteto-urbanista David Mangin, que desenhou quatro praças e dezoito fontes integrando os oculi do canal e duas áreas de boliche.

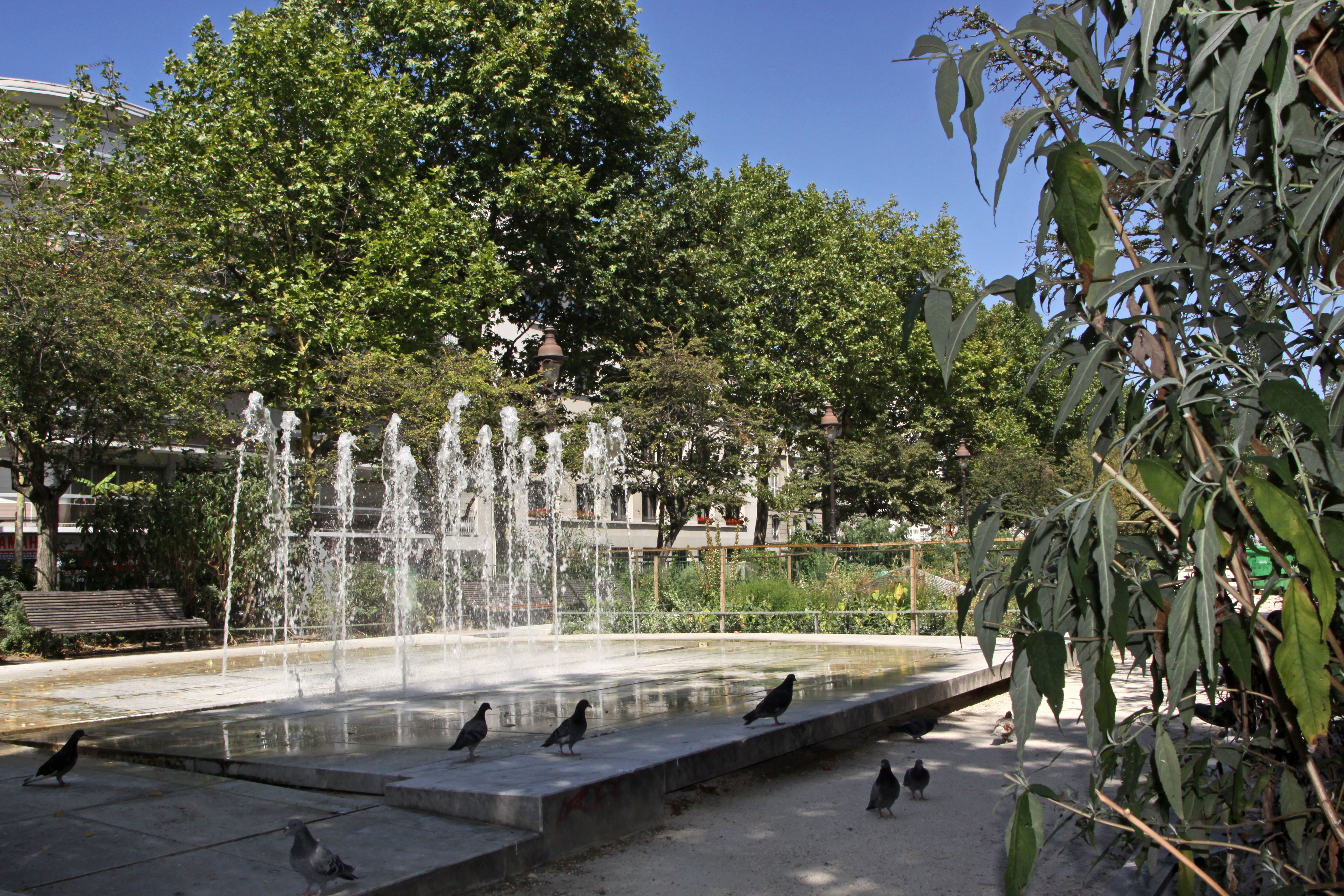
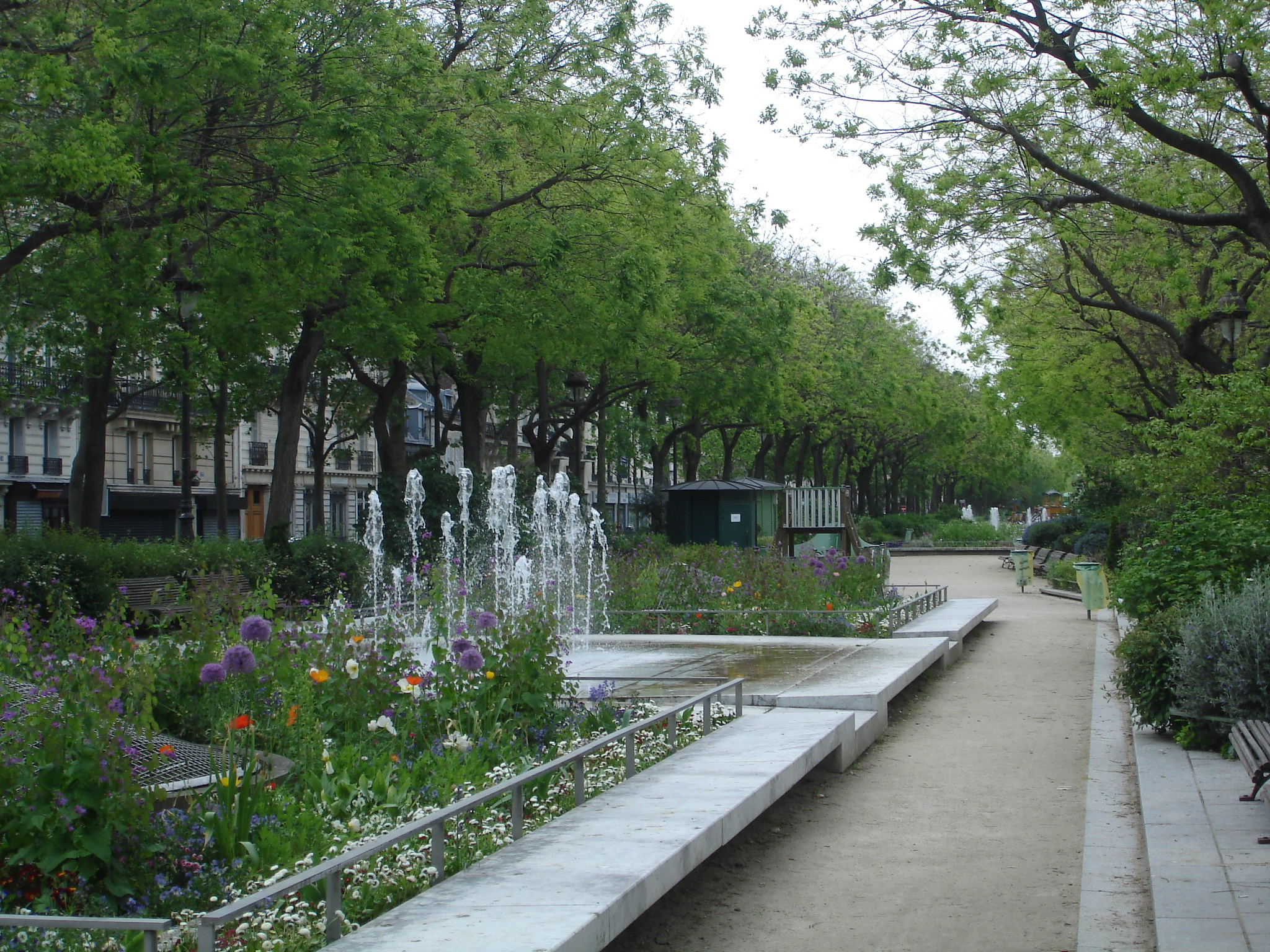

Este local é servido pelas linhas 1, 5 e 8 na estação de metrô Bastille; pela linha 5 na estação Bréguet - Sabin; pela linha 5 na estação Richard-Lenoir e pelas linhas 5 e 9 na estação Oberkampf.

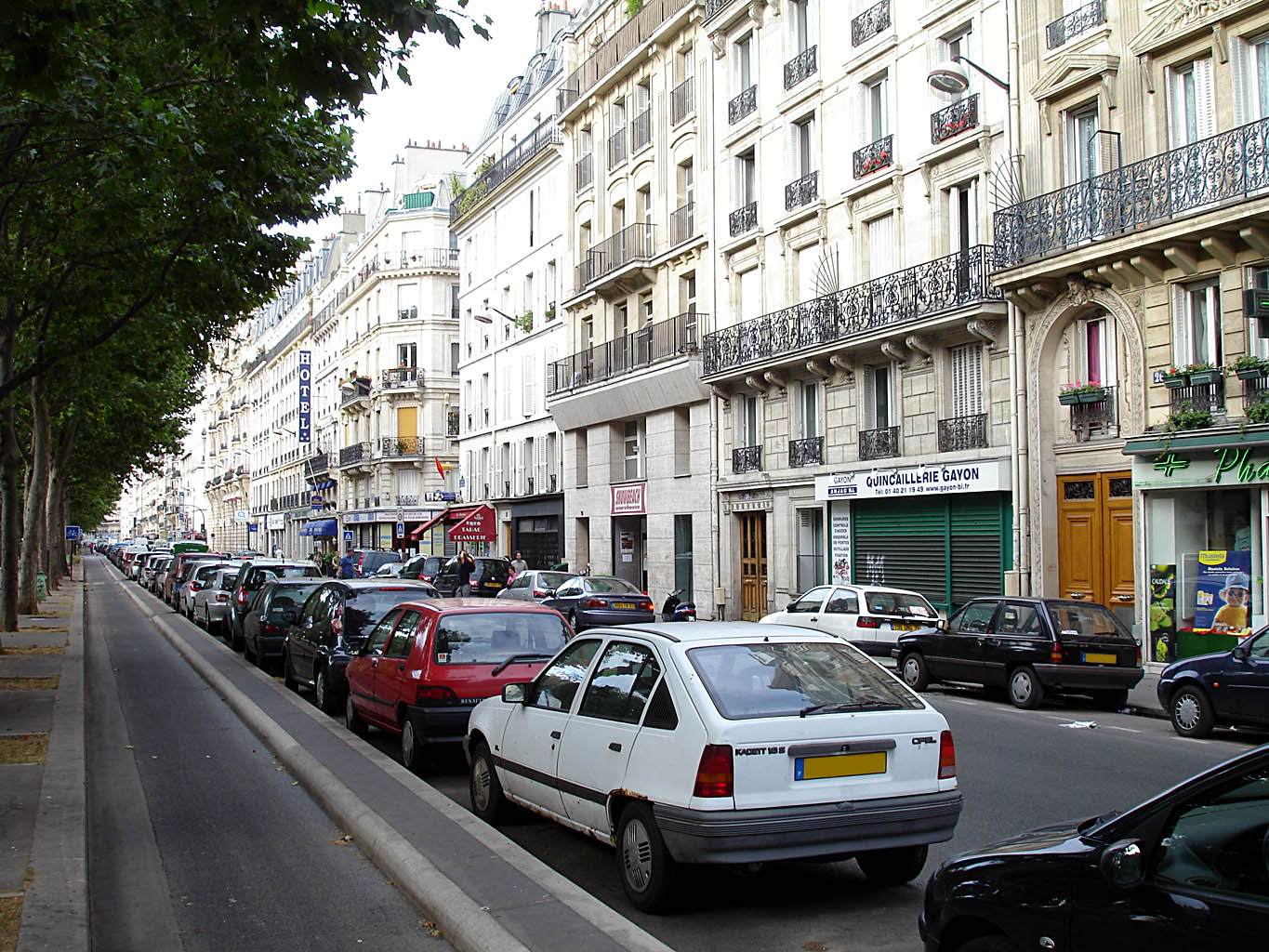
Vista do boulevard, perto da rue Saint-Sabin, lado leste.
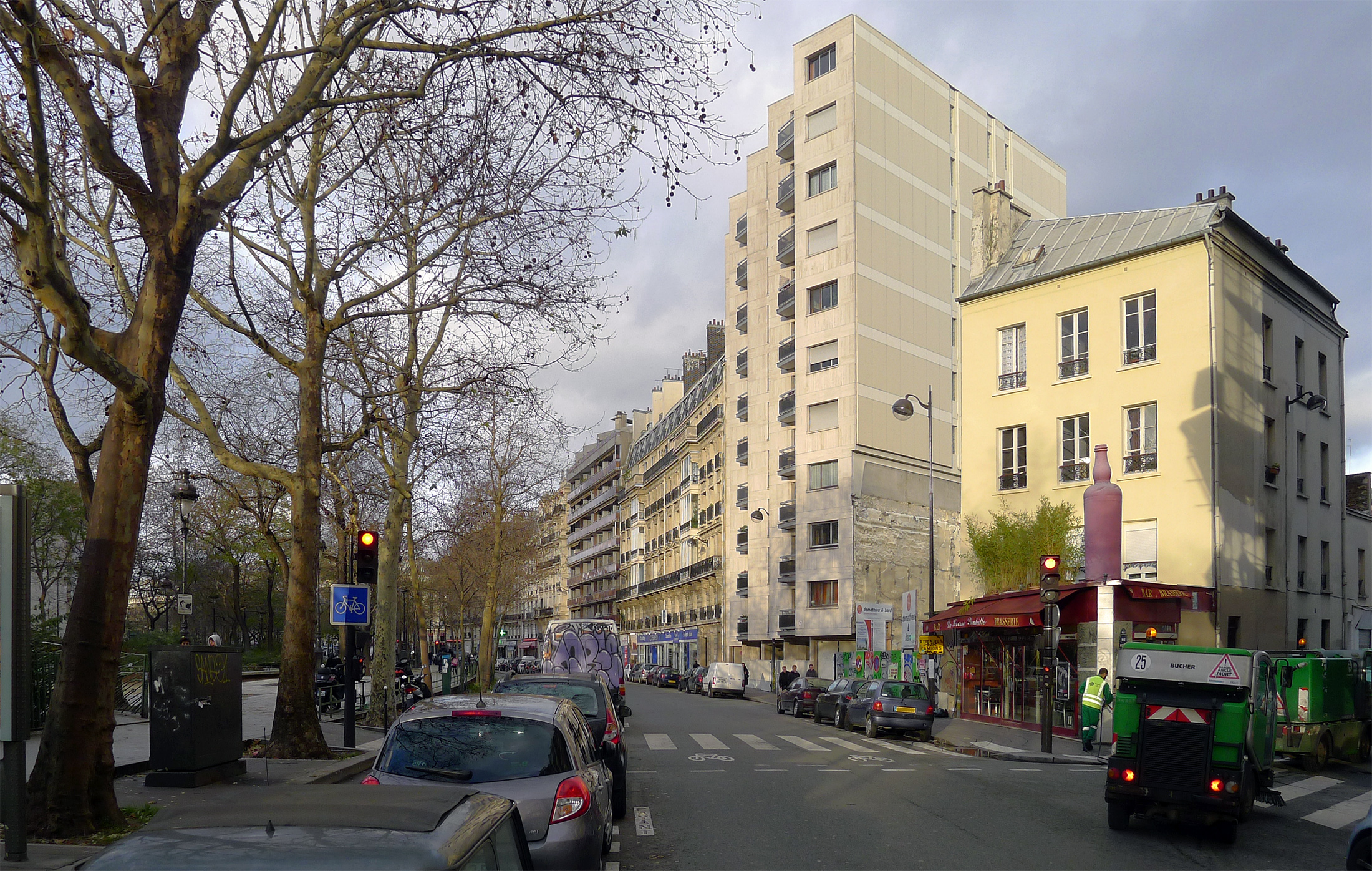
Vista do boulevard, na rue Moufle em direção à avenue de la République, lado leste.

## Origem do nome
O boulevard leva o nome em homenagem ao industrial François Richard (16 de abril de 1765 - 19 de outubro de 1839), um fabricante de tecidos, que mudou seu nome para adicionar parte do de seu falecido sócio, Joseph Lenoir-Dufresne (1768-1806), tornando-se assim "François Richard-Lenoir".

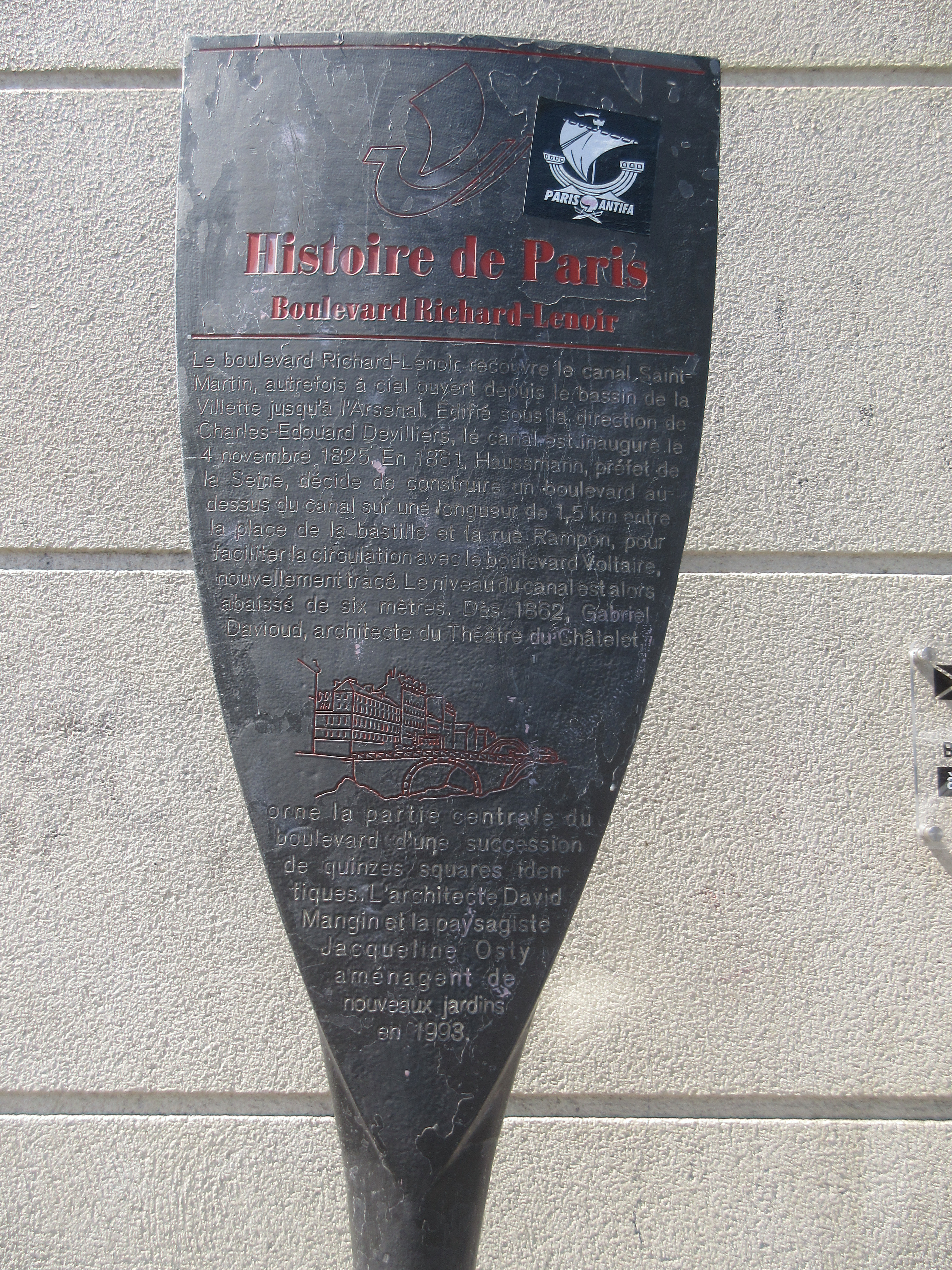
Painel da História de Paris
"Boulevard Richard-Lenoir"

## Histórico
Esta avenida chamada "Boulevard Richard-Lenoir" em 1875 fazia parte, antes da cobertura do canal Saint-Martin, dos cais Charles-X e Louis-XVIII criados em 1821.
As obras de cobertura do canal decididas em 1849 não foram iniciadas até 1859 e concluídas em 1860. A cobertura do canal e a remoção do cais, entre a Place de la Bastille e a Rue Rampon, foram aprovadas por decreto de 30 de abril de 1859.
Em 25 de março de 1918, durante a Primeira Guerra Mundial, um projétil lançado pela Big Bertha explode n 59 boulevard Richard-Lenoir.

### Cobertura do Canal Saint-Martin
O Boulevard Richard-Lenoir cobre parcialmente o Canal Saint-Martin. Este, concluído em 1826, foi executado pelo Barão Haussmann, Prefeito do Sena, em 1860, durante suas principais obras de modernização em Paris. Um de seus objetivos é remover a trincheira oferecida pelo canal, que serviu de linha de defesa aos insurgentes durante a revolução de 1848. Ele também aproveitou a obra de cobertura para baixar o nível do canal em 6 metros, a fim de passar por baixo do Boulevard Voltaire, recém-perfurado, evitando assim a construção de uma ponte.
Quinze praças, projetadas por Davioud, ocuparão o canteiro central. O mobiliário urbano, os bancos e os candelabros são da autoria de Adolphe Alphand. Na altura da Bastilha, e entre a Rue Oberkampf e a Rue Jean-Pierre-Timbaud, o canteiro central permanece livre para acomodar um mercado duas vezes por semana.

### Foire à la Ferraille e Foire au Jambon
Depois de ter sido situada sucessivamente na Île de la Cité, depois no Quai des Grands-Augustins (antigo Quai de la Vallée), na Rue du Faubourg-Saint-Martin e finalmente no Boulevard Bourdon, a Foire au Jambon (Feira do Presunto) foi transferida em 1869 por decreto policial do Boulevard Richard-Lenoir entre a Bastilha e o Boulevard Voltaire onde ocupou a reserva central. Logo no início, esses comerciantes se juntaram a revendedores de segunda mão, produtos usados e sucata velha. A feira, que durou até 1940 de Domingo de Ramos ao Domingo de Páscoa, tomou, após a Segunda Guerra Mundial, o ritmo de duas vezes ao ano, na primavera e no outono, e ficou conhecida como Foire à la Ferraille – Foire au Jambon (Feira da Sucata – Feira do Presunto).
Em 1969, a Prefeitura de Polícia de Paris transferiu a Feira para o planalto de Beaubourg e em 2 de fevereiro de 1970, o Prefeito de Paris, por deliberação do Conselho de Paris transferiu-a de Paris para Chatou. Em memória da época em que foi no dia 11.º arrondissement de Paris, os corredores da Feira de Chatou foram batizados com nomes de ruas e monumentos do 11.º: Boulevard Richard-Lenoir, Allée du Chemin-Vert e Allée Bataclan.

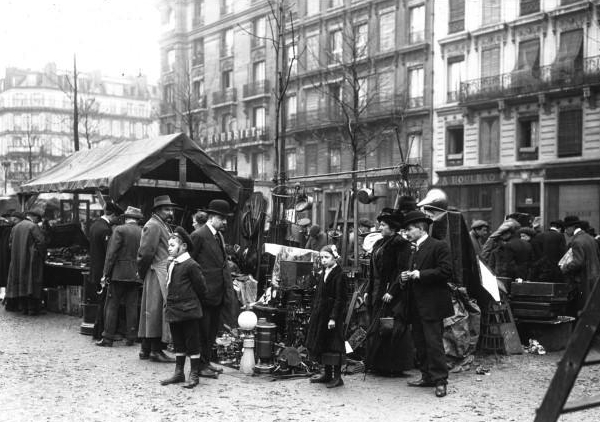
Feira da Sucata (1914).
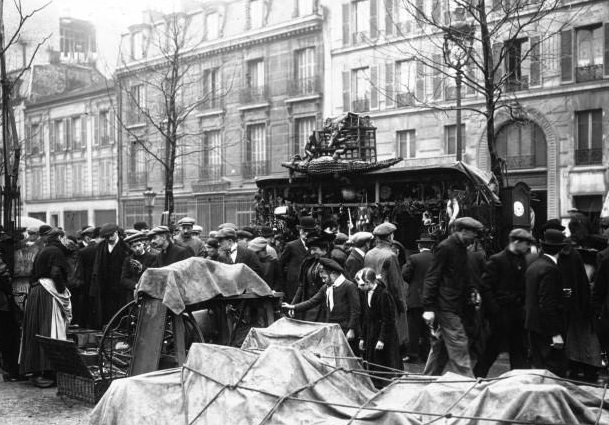
Feira da Sucata (1914).
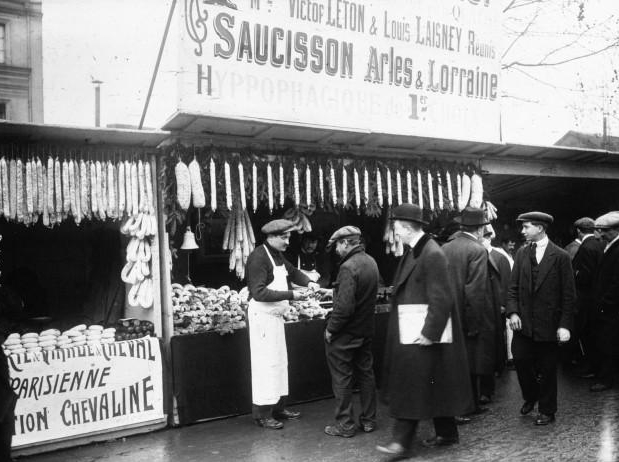
Feira do Presunto (1914).
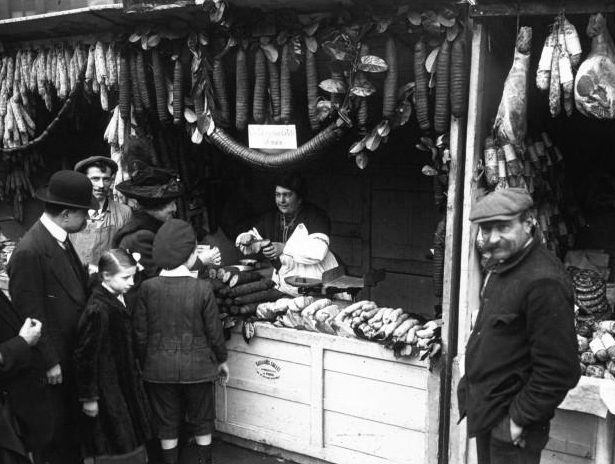
Feira do Presunto (1914).

## Edifícios notáveis e lugares de memória

### 2 e 4, Boulevard Richard-Lenoir
Os edifícios localizados no cruzamento entre o Boulevard Richard-Lenoir (nº 2 e 4) e a Place de la Bastille (nº 14) foram inscritos como monumentos históricos por suas fachadas, telhados, escadas e gaiolas.

### 6, Boulevard Richard-Lenoir
Edifício de investimento do final do século XIX (1886 ?) com 15 vãos e 6 pisos. O mascarão acima da porta representa um homem barbudo na boca de um leão. O balcão do primeiro andar por cima da porta, com balaustrada de pedra, é encimado de cada lado por dois baixos-relevos que representam vasos. No terceiro andar, a longa varanda também tem uma balaustrada de pedra. No terceiro e quarto andares, as janelas do vão central são substituídas por um baixo-relevo da altura de dois andares, representando uma mulher seminua, agitando um véu sobre a cabeça.

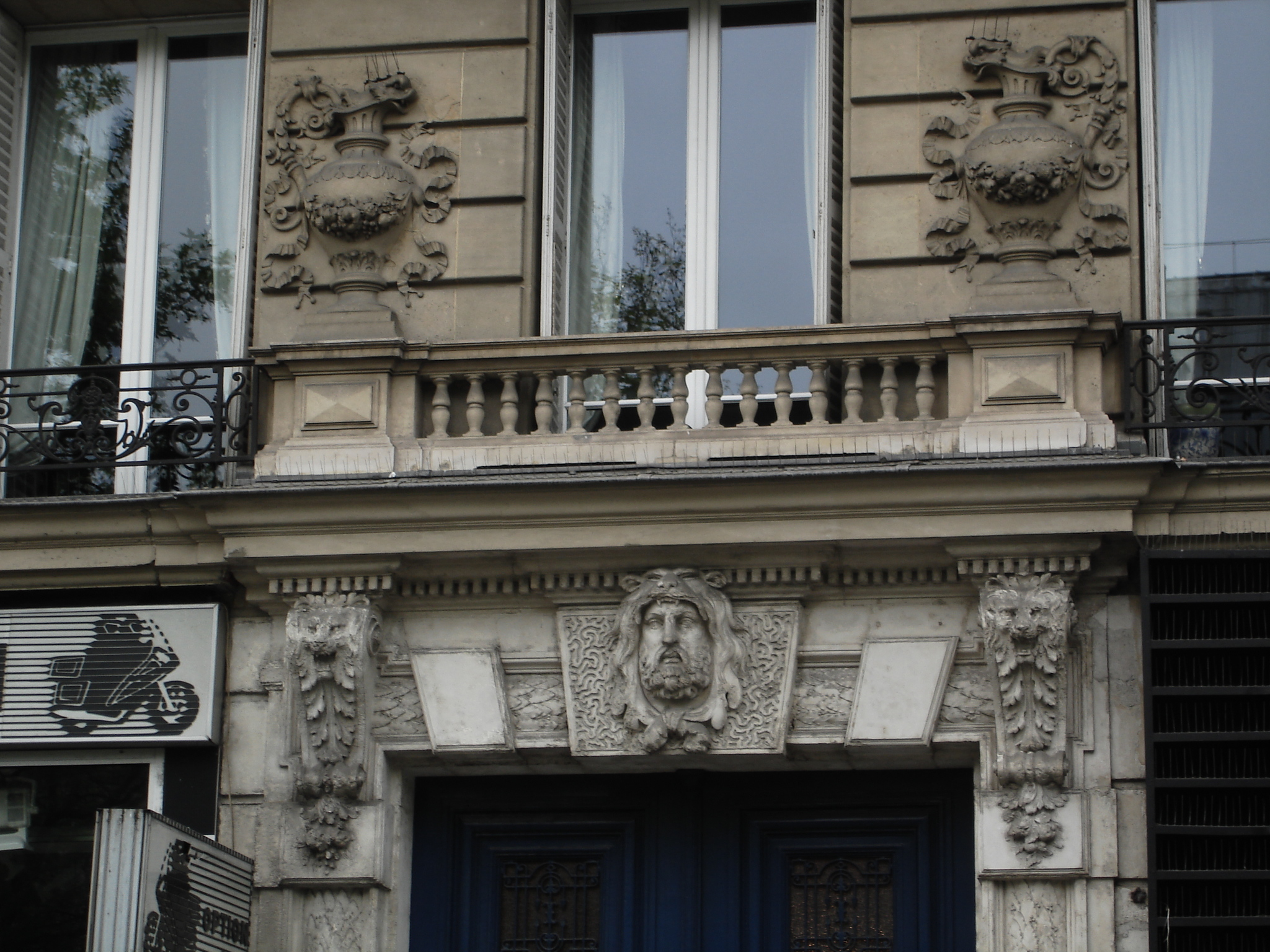
Nº 6: mascarão na porta de entrada.
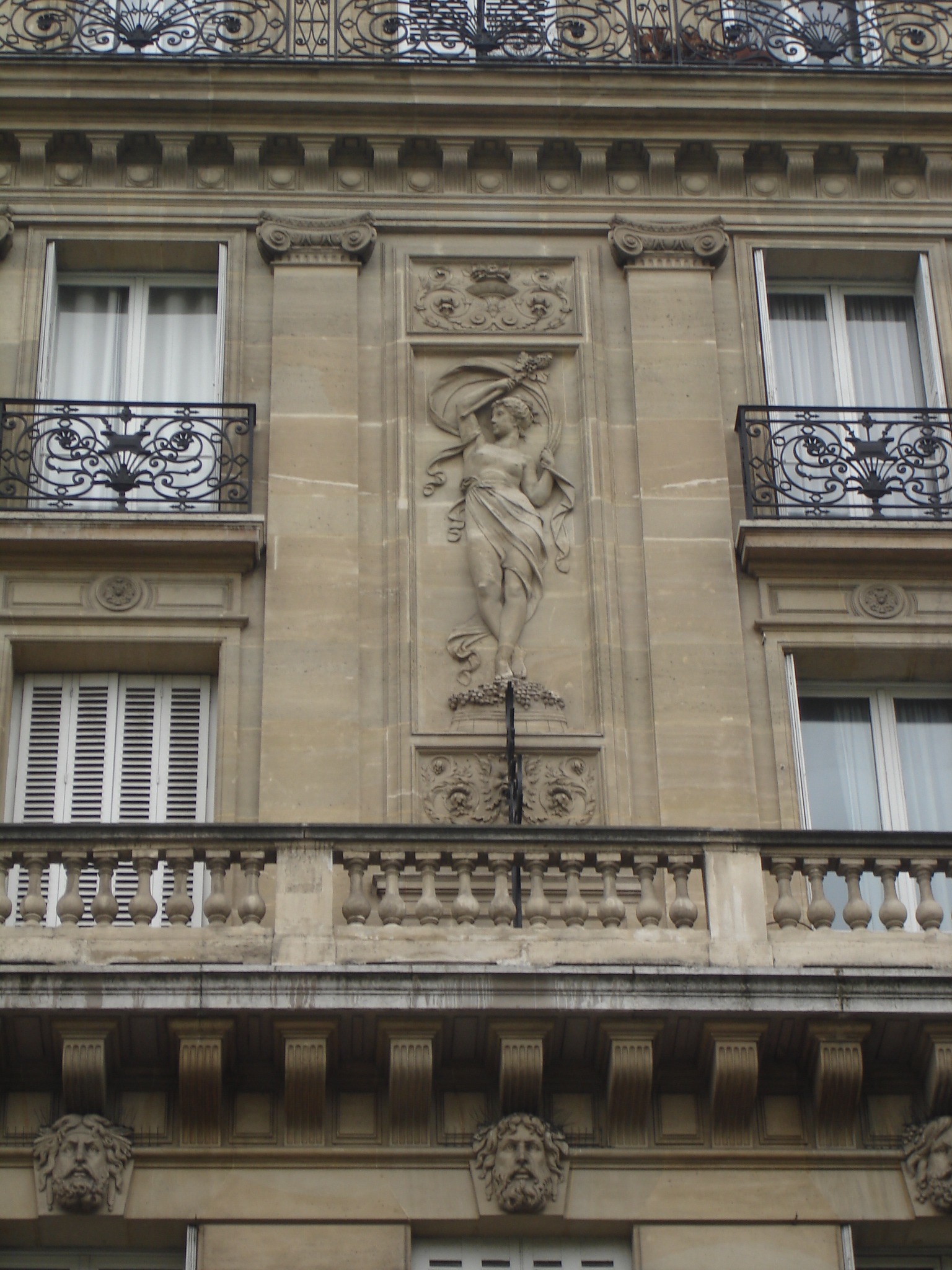
Nº 6: baixo-relevo.

### 18, Boulevard Richard-Lenoir
Construído em 1864, o edifício localizado no cruzamento do Boulevard Richard-Lenoir (nº 18) e a rue Sedaine (nº 1), possui em sua fachada do lado da rue Sedaine um medalhão de bronze representando o perfil do dramaturgo Michel-Jean Sedaine com, abaixo, uma placa indicando suas principais obras, suas duas comédias: Le Philosophe sans le savoir, La Gageure; suas óperas cômicas: Richard Cœur-de-Lion, Le Déserteur, Rose et Colas, Le Diable à quatre; sua ópera-ballet: Aline, reine de Golconda; suas Epístolas e Discursos.

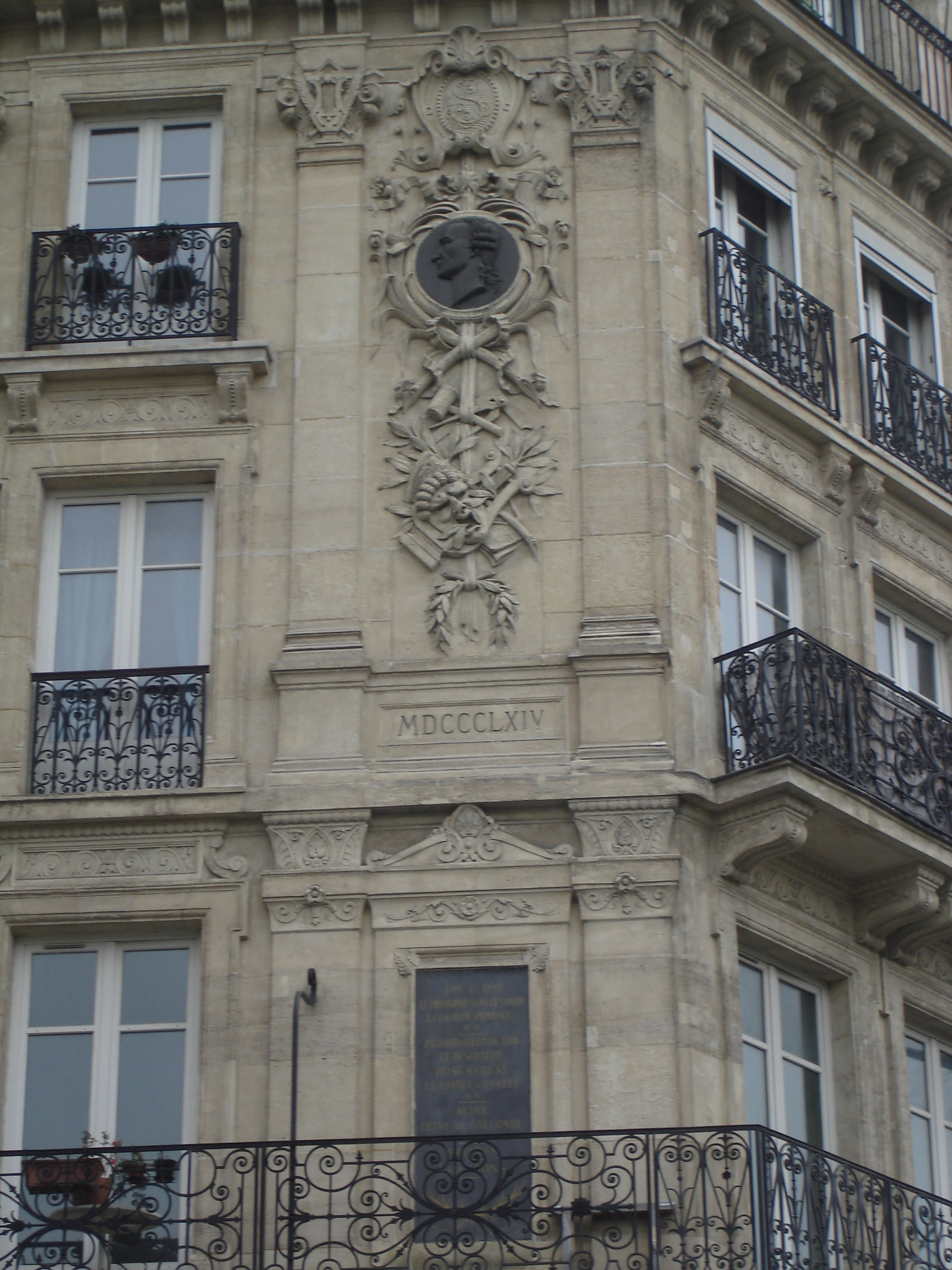
Homenagem ao dramaturgo Sedaine.
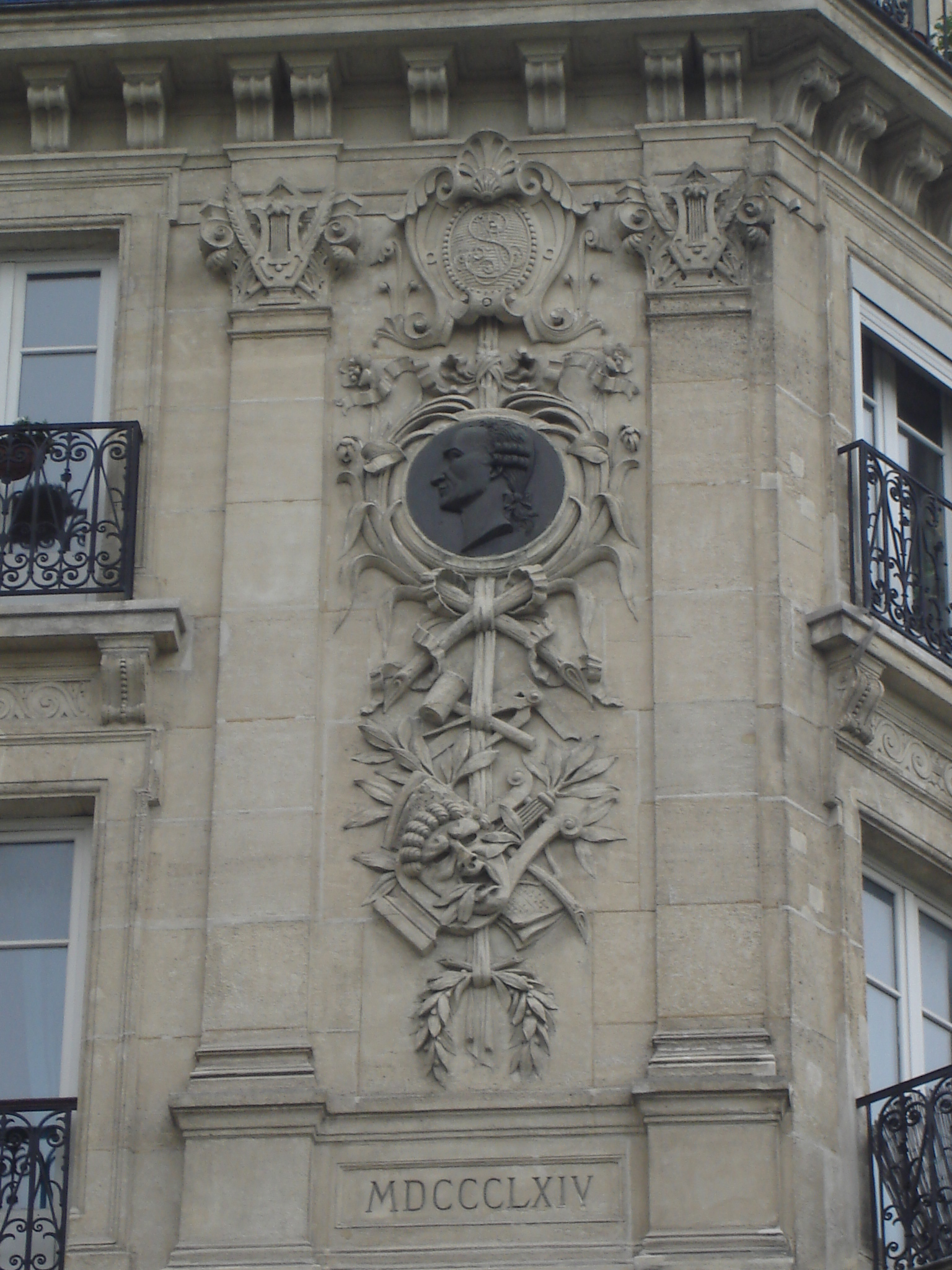
Medalhão de Sedaine.

### 32 Boulevard Richard Lenoir
Local de nascimento de Robert Desnos. Uma placa indica isso acima da porta.

### 42-42 bis, 48 e 78, Boulevard Richard-Lenoir
Estes três edifícios burgueses foram construídos no início do século XX. século em um estilo pós-haussmanniano, típico dos anos 1880-1890 e reconhecível por sua imponente aparência geral e suas fantasias nos andares superiores, misturado com influente Art Nouveau mesclado especialmente perceptível em portas e janelas em arco semicircular ou em puxador de cesto. As portas de entrada acima dos imóveis no nº 42-42 bis e 78, são ricamente decorados com altos-relevos representando uma cabeça feminina rodeada por flores.
O imóvel do 42-42 bis, boulevard Richard-Lenoir foi construído em 1906 de acordo com os planos do arquiteto Louis Fagot para Charles Blanc, industrial em equipamentos elétricos, hidroterapia e válvulas, cujas oficinas ficavam na rue Froment, nos fundos do prédio com vista para o bulevar. O decorador e estatuário é o escultor Anciaux.
O edifício da rua 48, boulevard Richard-Lenoir foi construído pela empresa M. Luquet, de acordo com os planos do arquiteto E. Thomas, em 1910, para a viúva Thiessard (licença de construção de 31 de julho de 1909).
O prédio do 78, boulevard Richard-Lenoir data de 1905 e foi construído de acordo com os planos do arquiteto Louis Fagot, com esculturas de Anciaux (licença de construção de 9 de novembro de 1904).

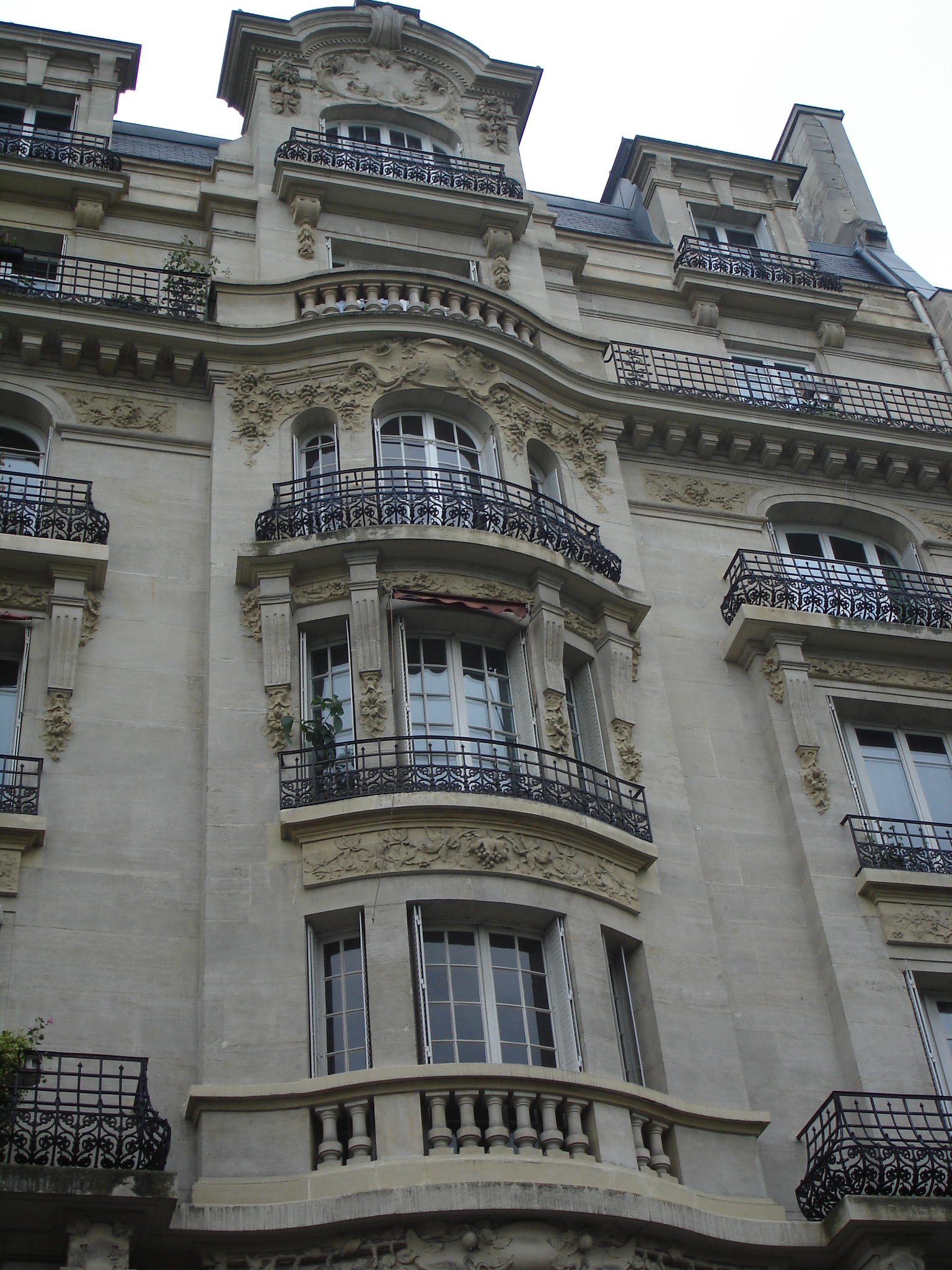
Visão geral do edifício, números 42 - 42 bis.
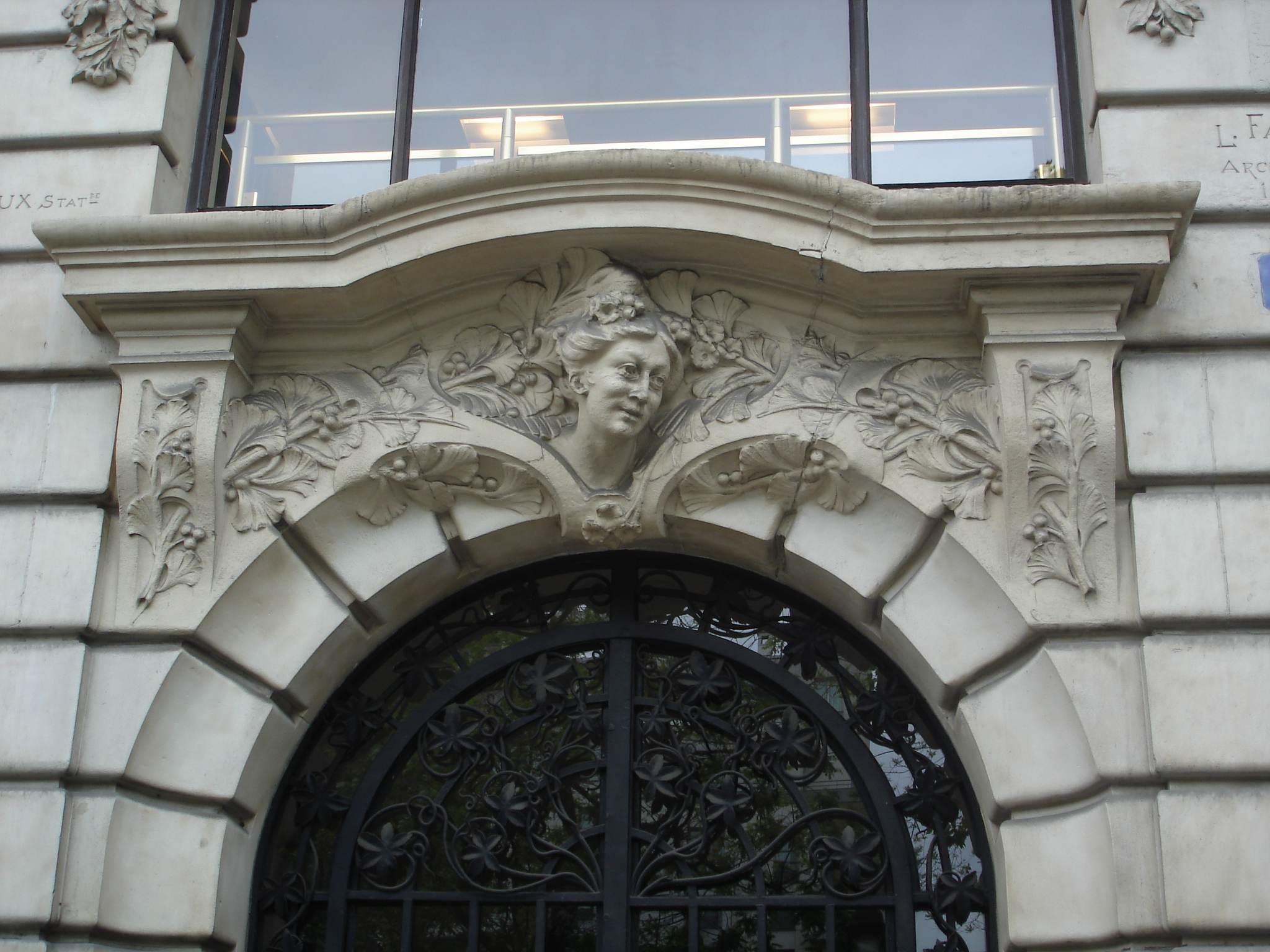
Construindo aos números 42 - 42 bis: porta de entrada em alto relevo.
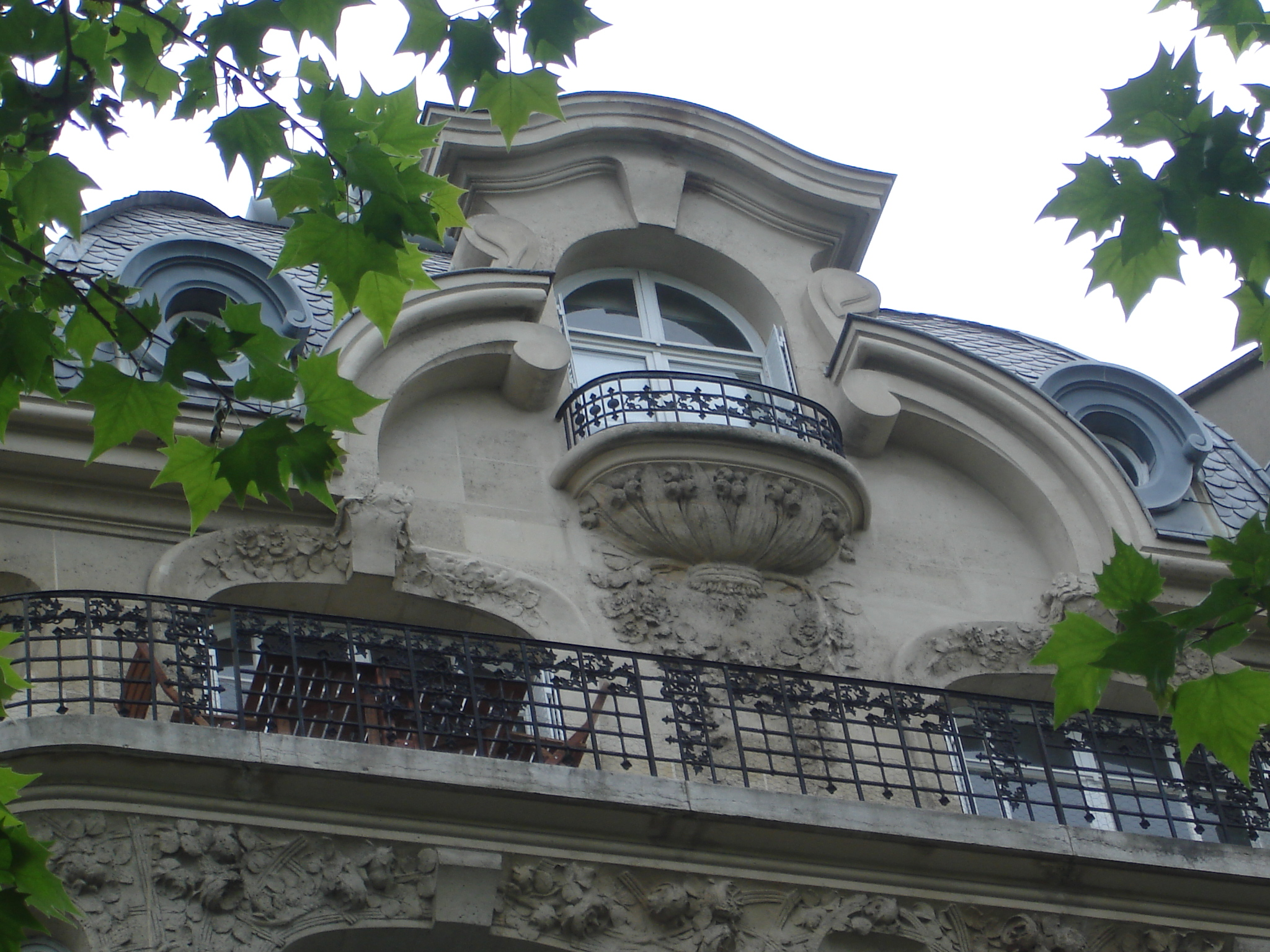
Edifício no nº 48: visão geral do último andar.
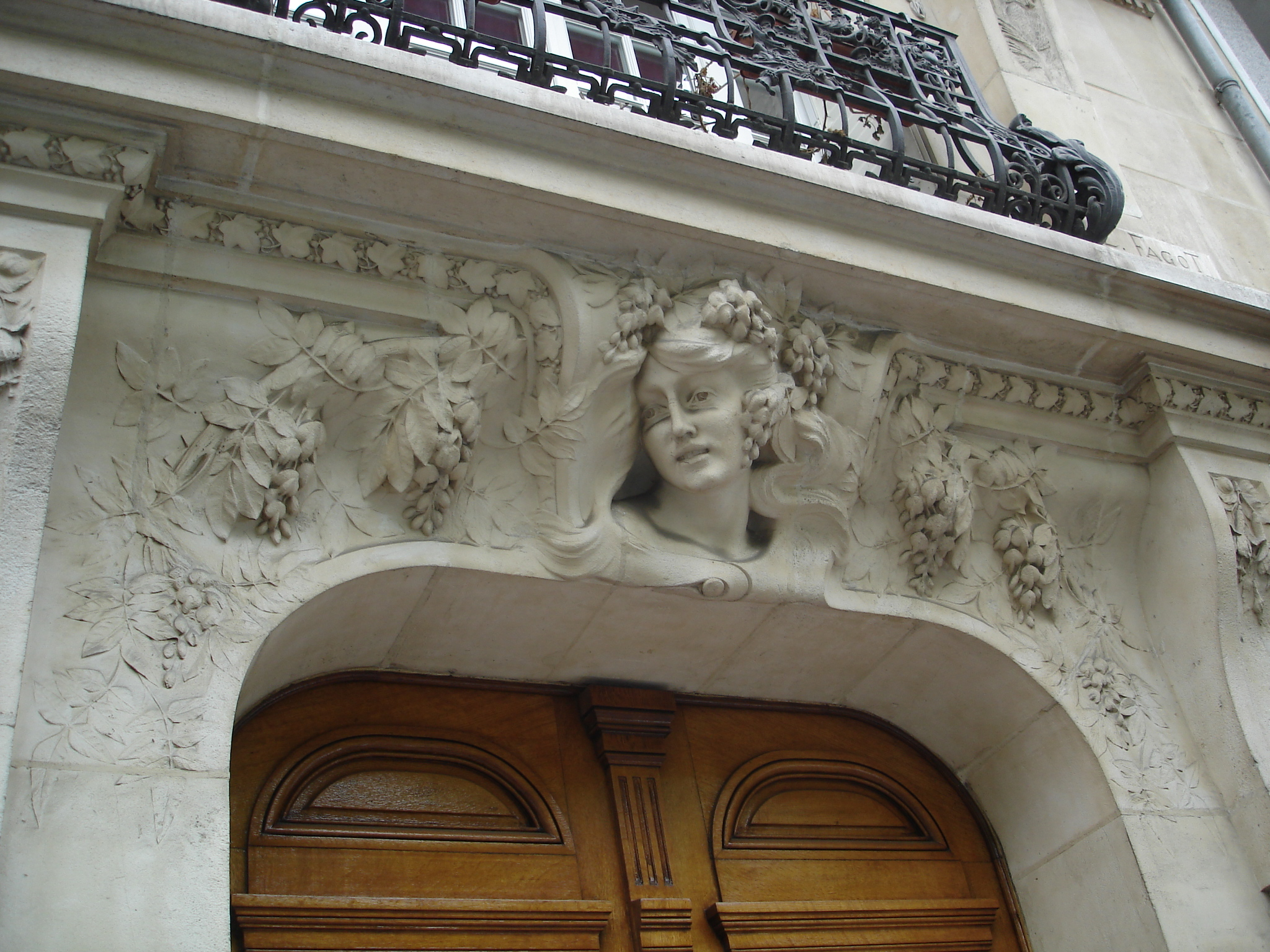
Edifício no nº 78: porta de entrada em alto relevo.

### Hôtel particulier: 57-59, Boulevard Richard-Lenoir
Esta antiga mansão particular foi construída no início do século XIX, antes da abertura do canal, em um estilo inspirado estilo Luís XVI e no estilo Império. O prédio possui três níveis e sete vãos. A fachada clássica é embelezada por um imenso pórtico de ordem jônica, cobrindo os cinco vãos centrais e os dois primeiros níveis.
Atualmente, os dois pavilhões de canto de um andar são conectados por uma grade metálica encerrando um pequeno pátio. Pode se supor que a propriedade tinha um jardim que descia para o canal. O hôtel foi inscrito como Monumento Histórico em 1984.

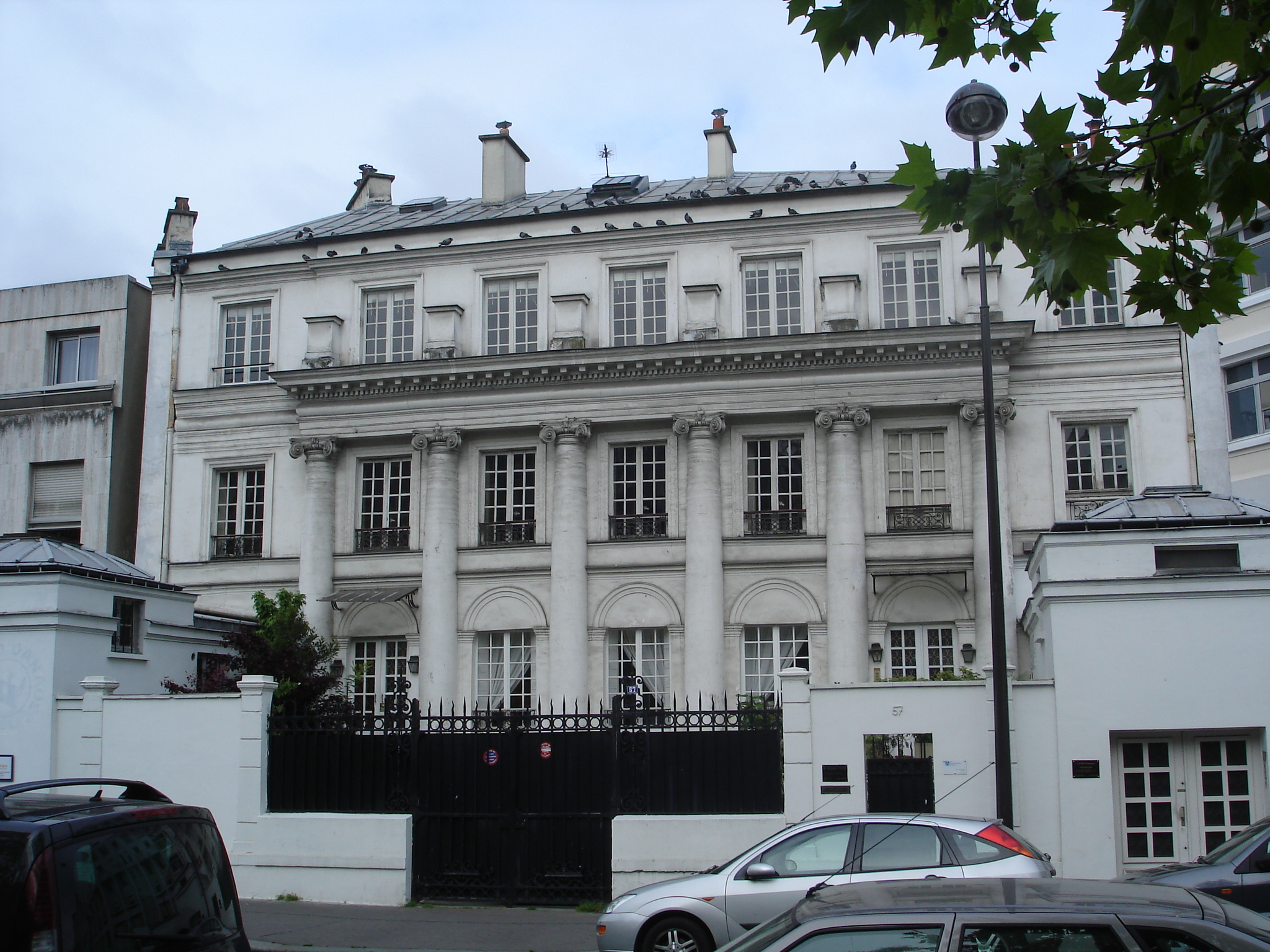
O velho hôtel particulier, em 57-59.

### 68, Boulevard Richard-Lenoir
No 68 do boulevard Richard-Lenoir, na esquina com a rue Moufle, ficava o bar La Grosse Bouteille, cuja placa havia sido fotografada em 1959 e em 1961 por Robert Doisneau. Durante a demolição do prédio que serve de base para o instalação de um parque no mesmo local, esta placa desaparece apesar de uma petição online exigindo sua manutenção.

Bar La Grosse Bouteille, com sua marca, em julho de 2017.Bar La Grosse Bouteille, com sua marca, em julho de 2017.

### 87-91, Boulevard Richard-Lenoir
No cruzamento com a Rue Saint-Sébastien, local de uma barricada durante a Semana Sangrenta.

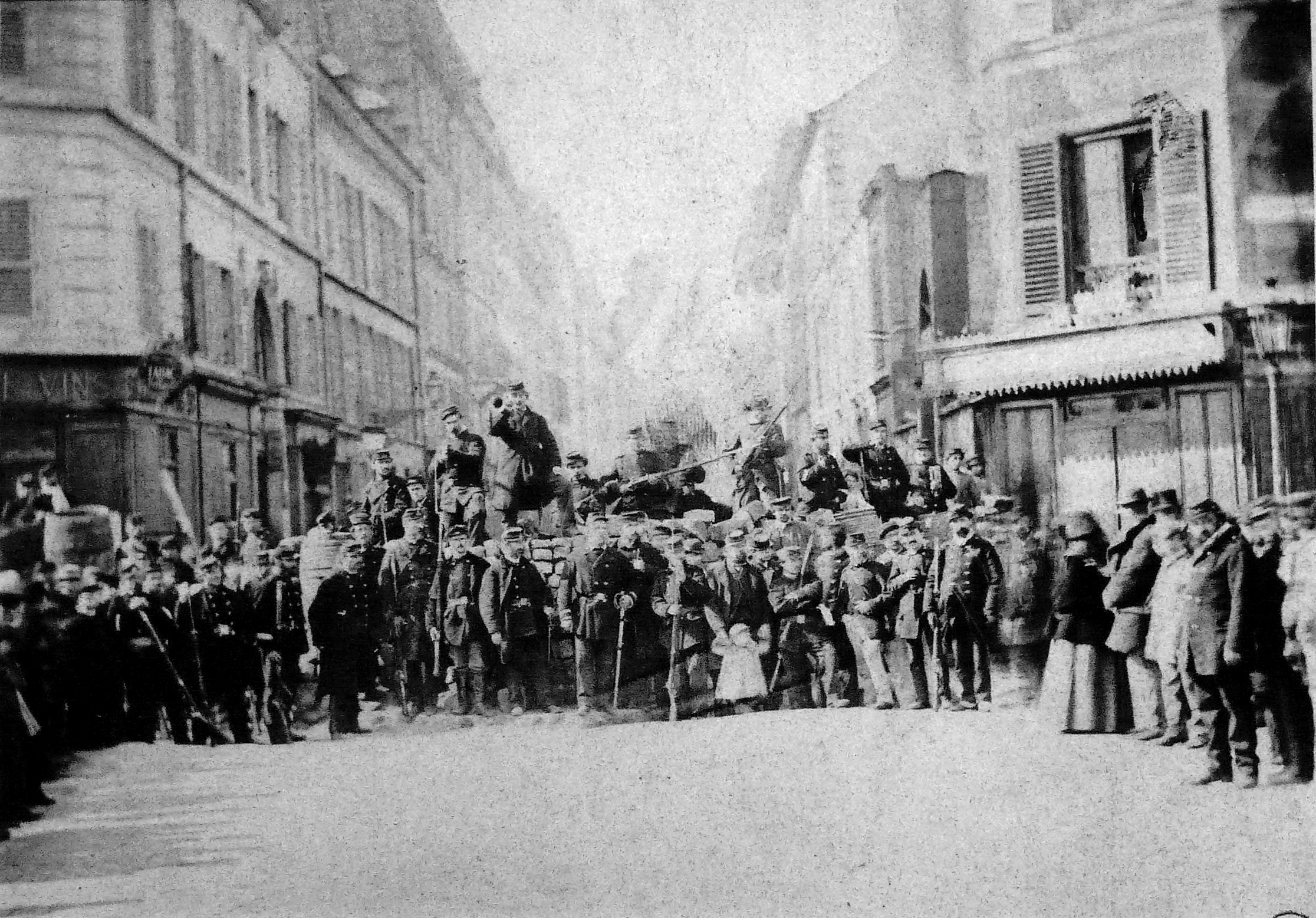
Barricada na Rue Saint-Sébastien no cruzamento com o Boulevard Richard-Lenoir durante a Semana Sangrenta.

### 140, Boulevard Richard-Lenoir

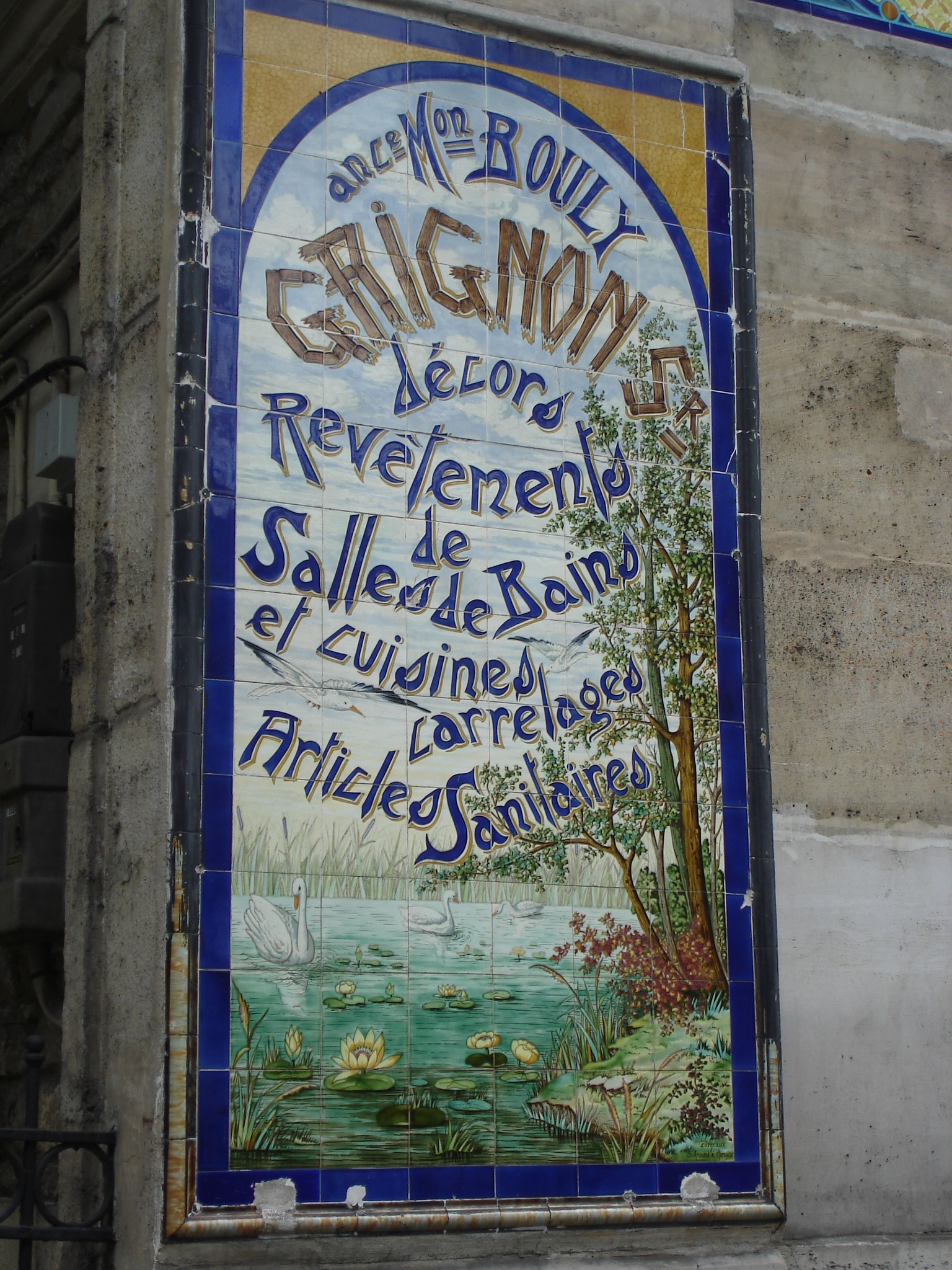
Publicidade em ladrilhos.

O imóvel foi construído na mesma época do canal, isto é, por volta de 1826. A antiga casa Bouly, atacadista de ladrilhos, louças sanitárias e revestimentos de cozinha e casa de banho, mudou-se para lá em 1867 e decorou a entrada das suas instalações com publicidade em painéis de cerâmica de cores vivas. A fachada do boulevard compreende das arcadas inteiras até o primeiro andar, incorporando as janelas do entressol. A porta principal, situada sob a arcada central, é enquadrada de cada lado por um nicho contendo uma estátua de estilo romano.
O edifício construído em pedra e entulho inclui um grande edifício principal de quatro andares no mezanino, além de um quinto andar sob o telhado. Os guarda-corpos são originais com desenhos diferentes para cada piso.

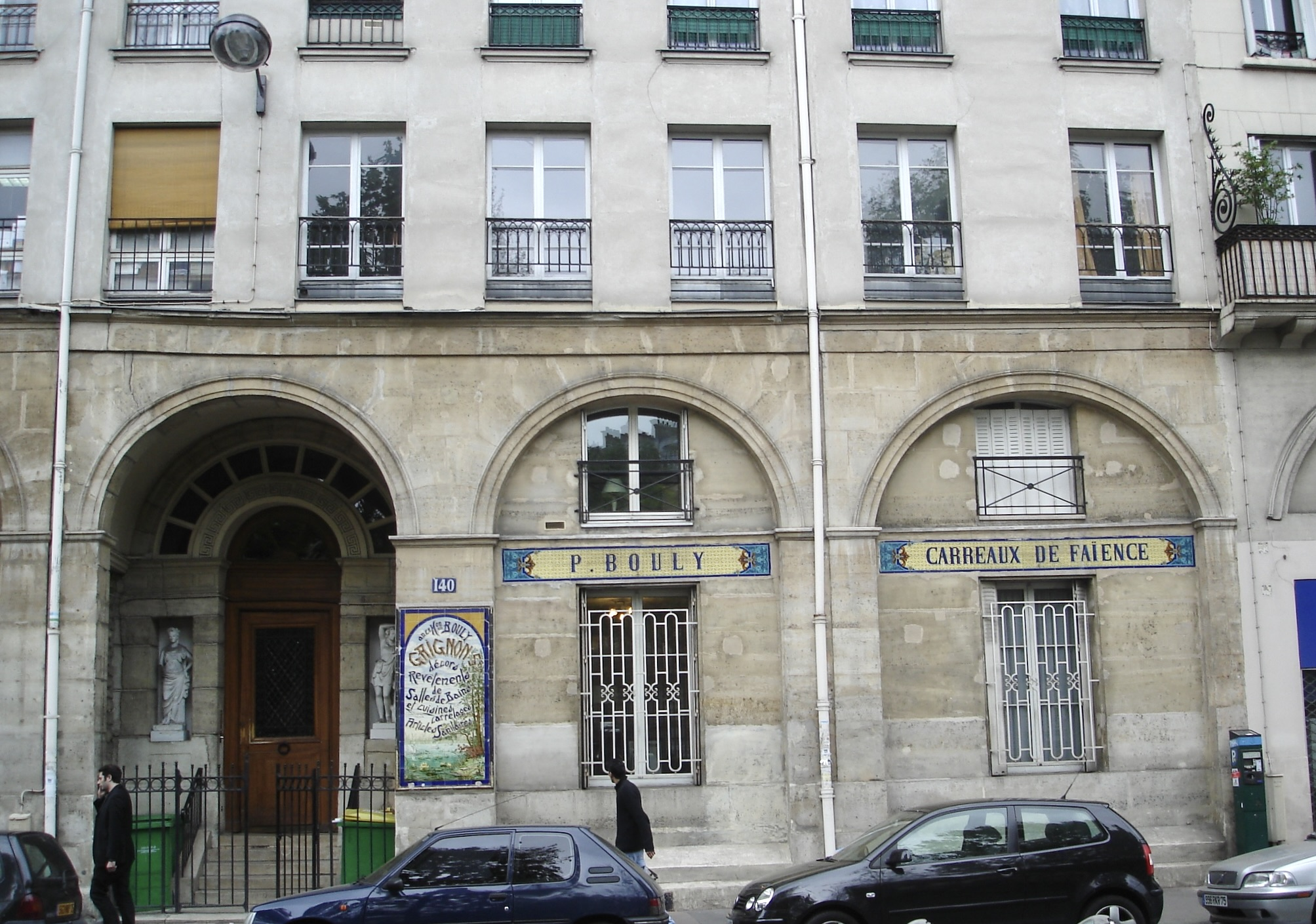
Edifício de nº 140
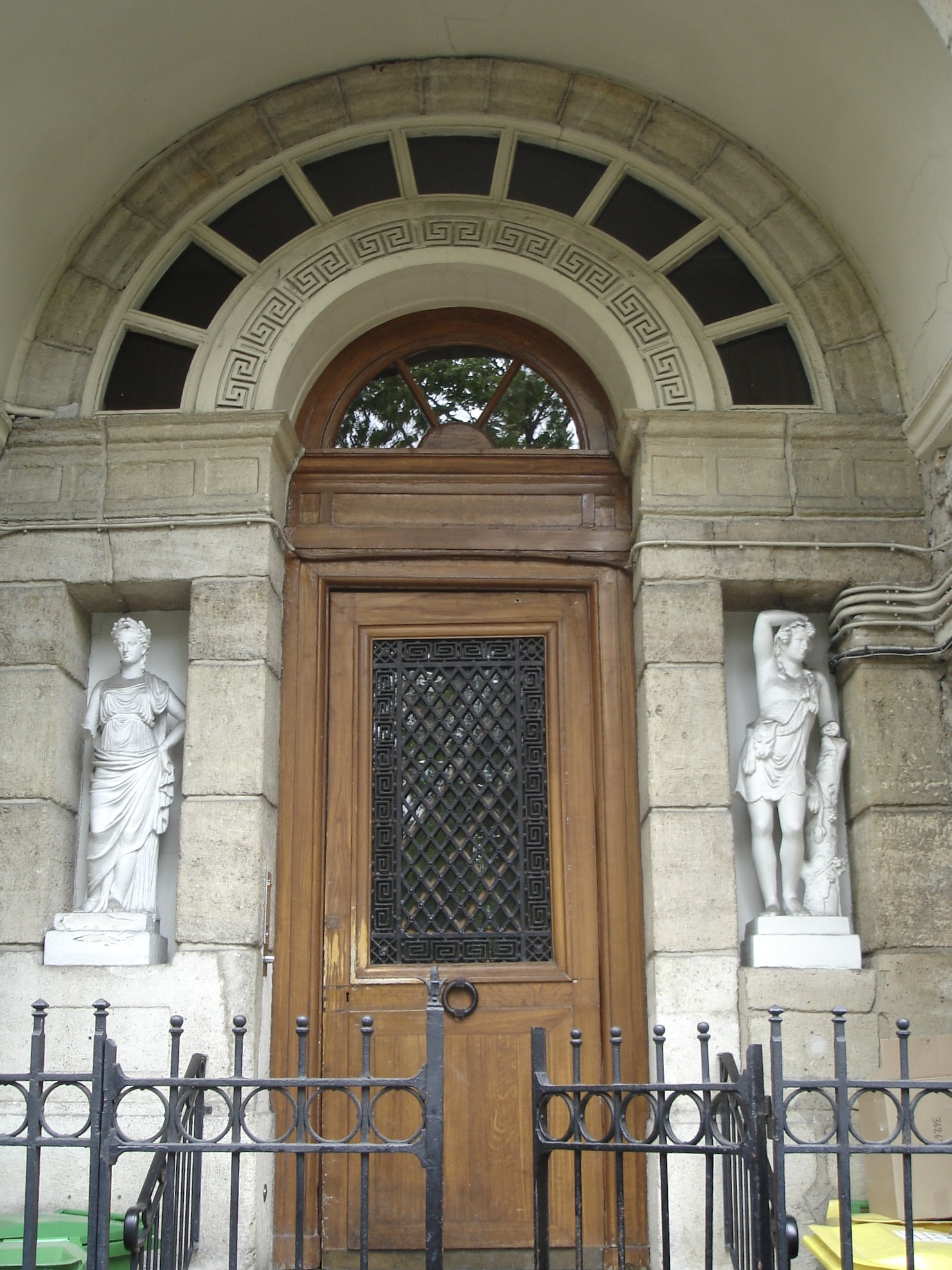
Entrada do edifício nº 140

### Fatos diversos

#### Caso Goldman
Em 19 de dezembro de 1969, a farmácia localizada na Avenida 6 foi assaltada. Durante o roubo que deu errado, os dois farmacêuticos são mortos, um cliente e um policial à paisana ficam feridos. Quatro meses depois, Pierre Goldman, um intelectual de extrema esquerda, é preso sob a denúncia de um informante.
Será o início de um caso policial e judicial que chegaria às manchetes por vários anos.
Pierre Goldman foi condenado pela primeira vez à prisão perpétua em 1974, antes de ser declarado inocente em 1976. Ele foi abatido em 20 de setembro de 1979 por um grupo de comando que afirmava ser "honra da polícia".

#### Atentado de 3 de setembro de 1995
Em 3 de setembro de 1995, uma panela de pressão cheia de pregos e nozes borbulhou no mercado do boulevard Richard-Lenoir perto da Bastilha. Isso causa quatro ferimentos leves. Embora concedida ao Grupo Islâmico Armado Argeliano, a declaração não conseguiu localizar os perpetradores (não ação pronunciada em 17 de setembro de 2001).

#### Atentado de 7 de janeiro de 2015
No dia 7 de janeiro de 2015, o responsável pelo atentado aos escritórios do Charlie Hebdo abriu fogo no nº 62 boulevard. Eles feriram o policial Ahmed Merabet no abdômen, enquanto patrulhavam a área. Um dos atacantes acabou com este último, ferido e no chão, com uma bala na cabeça antes de continuar a fuga.

## O boulevard na literatura e na música
- Georges Simenon localizou a 132 desta avenida o apartamento do Comissário Jules Maigret.
- Aristide Bruant fez treinar a heroína de sua canção Nini peau d'chien no bairro da Bastilha, e principalmente com a banda do Richard-Lenoir.

| Texto | Refrão |
| --- | --- |
| <poema>Quand elle était p'tite Le soir elle allait À Saint'-Marguerite Où qu'a s'dessalait : Maint'nant qu'elle est grande Elle marche le soir Avec ceux d'la bande Du Richard-Lenoir (Refrain)… </poema> | <poema> À la Bastille On aime bien Nini-Peau-d'chien : Elle est si bonne et si gentille ! On aime bien Qui ça, Nini-Peau-d'chien, Où ça À la Bastille .</poema> |

- Jacques Prévert retrata a Paris das prostitutas, dos canalhas, dos imigrantes, do povo, dos policiais e a pobreza em seu poema À la belle étoiles de 1934, um de cujos versos está no Boulevard Richard-Lenoir ("Boulevard Richard-Lenoir j'ai rencontré Richard Leblanc […]"). Composto originalmente para o filme Le Crime de monsieur Lange, e publicado na coleção Histoires em 1946, foi cantado em 1951 por Juliette Greco no lado B de seu primeiro sucesso em 78 rotações, Je suis comme je suis, um outro poema de Jacques Prévert.